# Oscar Seborer
Oscar Seborer, ps. Godsend (ur. 4 czerwca 1921 w Nowym Jorku, zm. 23 kwietnia 2015 w Moskwie) – amerykański inżynier polsko-żydowskiego pochodzenia i sowiecki szpieg.

## Życiorys
Urodził się 4 czerwca 1921 r. w Nowym Jorku. Był najmłodszym z pięciorga dzieci Abrahama i Szejny Seborerów, polskich Żydów z Przasnysza, którzy między 1903 i 1905 r. wyemigrowali do Wielkiej Brytanii, a potem przed końcem tej dekady do Nowego Jorku. W latach 1934–1938 mieszkał z rodzicami w Palestynie, po czym wrócił z nimi do Nowego Jorku. Mimo że oboje jego rodzice mieli ukończone tylko kilka klas szkoły podstawowej, Seborer podobnie jak wszyscy bracia podjął studia. Kształcił się w nowojorskim City College, potem na Ohio State University studiował w zakresie inżynierii elektrycznej i być może tam zetknął się ze środowiskiem komunistycznym. Mimo że jego brat Noah i siostra Rose byli członkami Komunistycznej Partii Stanów Zjednoczonych, a żona brata Maxa była zamieszana w zabójstwo Lwa Trockiego, Seborer wstąpił w październiku 1942 r. do amerykańskiego wojska i został skierowany do laboratorium Oak Ridge, a potem do zajmującego się budową bomby atomowej laboratorium Los Alamos. Przy konstrukcji bomby atomowej pracował od 1944 do 1946 r.. W maju 1947 r. starał się o cywilną posadę w laboratorium Los Alamos, ale wycofał swoje podanie po miesiącu bez podania powodu i dokończył studia na University of Michigan, uzyskując dyplom inżyniera. W 1948 r. podjął pracę w Laboratorium Podwodnych Dźwięków Marynarki Wojennej USA, gdzie prowadzono badania nad sonarami dla okrętów wojennych.
Gdy na przełomie lat 1940. i 1950. zaczęto w USA rozpracowanie sowieckich agentów i zaczęto sprawdzać osoby mające najmniejsze związki z komunistami, wobec Seborera pojawiły się anonimowe doniesienia wskazujące na związki jego rodzeństwa z komunistyczną partią USA. W 1949 r. pojawił się wniosek o jego zwolnienie, ale ostatecznie zlecono dalsze śledztwo, po którym w następnym roku zdecydowano zatrzymać go w pracy. Seborer przeniósł się do Biura Okrętów Marynarki Wojennej, gdzie ponowie znalazł się w kręgu podejrzeń. Wkrótce odmówiono mu certyfikatu bezpieczeństwa. 1 lipca 1951 r. odszedł z pracy, a dwa dni później wraz z bratem Stuartem, jego żoną Miriam i jej matką Anną wyjechali do Europy. Przez rok podróżowali turystycznie po kontynencie, po czym wyjechali do ZSRR, gdzie zamieszkali pod zmienionym nazwiskiem Smith. Seborer i jego brat otrzymali pracę w Akademii Nauk ZSRR. 
FBI w połowie lat 1950. uzyskało dowody, że Seborerowie współpracowali z sowieckim wywiadem, jednak Amerykanie nie mieli możliwości ścigania ich za te przestępstwa, a ponadto ujawnienie tych informacji mogło narazić informatora, który pozostawał przez kolejne 30 lat źródłem informacji. Seborer z czasem ożenił się w ZSRR z Rosjanką, a w 1964 r. otrzymał Order Czerwonej Gwiazdy.
Z ujawnionych w 2019 r. dokumentów wynika, że z czterech znanych sowieckich szpiegów w Los Alamos, Seborer miał dostęp do najważniejszych informacji, gdyż pracował bezpośrednio przy konstrukcji zapalnika bomby i obwodów elektrycznych detonatora. 
Zmarł 23 kwietnia 2015 r. w Moskwie, na jego pogrzebie obecny był przedstawiciel FSB.